# Metopochetus bickeli
Metopochetus bickeli är en tvåvingeart som beskrevs av Mcalpine 1998. Metopochetus bickeli ingår i släktet Metopochetus och familjen skridflugor. Inga underarter finns listade i Catalogue of Life.